# Ophiochiton ternispinus
Ophiochiton ternispinus är en ormstjärneart som beskrevs av George Richard Lyman 1883. Ophiochiton ternispinus ingår i släktet Ophiochiton och familjen Ophiochitonidae. Inga underarter finns listade i Catalogue of Life.